# Letlands håndboldlandshold (damer)
Letlands kvindehåndboldlandshold er det lettiske landshold i håndbold for kvinder som også deltager i internationale håndboldkonkurrencer.
Holdet har endnu ikke deltaget i EM eller VM i håndbold.